# Colobothea hondurena
Colobothea hondurena är en skalbaggsart som beskrevs av Giesbert 1979. Colobothea hondurena ingår i släktet Colobothea och familjen långhorningar.
Artens utbredningsområde är Honduras. Inga underarter finns listade i Catalogue of Life.